# Röhm (azienda)
La Röhm Tool GmbH è un costruttore tedesco di utensili meccanici di Sontheim an der Brenz.

## Storia

### Inizi
La società nasce nel 1909 da Heinrich Röhm a Zella-Mehlis in Turingia. Nel 1910 l'azienda si occupava di produrre mandrini per trapani. Nel 1926 la Röhm era la prima azienda di Germania nella produzione di mandrini a corona dentata.

### Rifondazione
Nel 1945 l'azienda con 1.400 dipendenti lasciò la sede originale e si trasferì Heidenheim an der Brenz. La fabbrica originale in quello che diventerà territorio della DDR, diverrà una Volkseigener Betrieb.
Nel 1946 la famiglia Röhm a Sontheim an der Brenz, con Heinrich Röhm di 63 anni e i suoi tre figli, rifondarono la società, iniziando a costruire giochi per bambini in legno. Successivamente iniziarono le lavorazioni sui metalli, con perforatrici per roccia, ricavate da canne di mitragliatrice. Iniziò anche la produzione del primo mandrino a corona dentata, per trapano.

### Internazionalizzazione
Negli anni '50 la Röhm iniziò a produrre nel settore armi con pistole a gas, pistole lanciarazzi e pistole. Le pistole vennero marchiate con RG.
Nel 1953 viene aperta la seconda fabbrica a Dillingen an der Donau. Seguirono anni in cui l'azienda si ingrandirà con 100 dipendenti assunti all'anno. Anche un'azienda in Brasile venne fondata.
Nel 1959 venne fondata la Röhm GB Ltd. la Röhm Schweiz, nel 1960. Nel 1969 in Italia (Röhm Italia), 1978 USA (Röhm Tool) e 1979 in Francia (Röhm S.A.R.L.). Nel 1980 la Röhm Ingenieur- und Verkaufsbüro a St. Georgen im Schwarzwald.
Dopo il Gun Control Act del 1968 negli USA, la Röhm fonda una fabbrica a Miami, la RG Industries. Fabbricavano pistole tipo revolver, pistole automatiche e Deringer con piccolo calibro tipo .22 LR, .25 ACP, .32 S&W o .38 Special. La fabbrica a Miami cessò l'attività nel 1986.
Nel 1985 si crea la Röhm Iberica in Spagna. Negli USA la società a fine anni'80 firmerà come Products of America (RPA).

### Sviluppo dopo il 1990
Inizia nell'ultimo decennio del XX secolo l'espansione aziendale con la certificazione nel 1995 secondo DIN EN ISO 9001.
L'espansione nei paesi dell'est Europa con la Röhm Slovakia e Röhm India e la joint-venture Röhm Weida Machinery China nel 2007.
Nel 2009 viene venduta la divisione armi alla Umarex GmbH & Co. KG di Arnsberg.
Il 18 settembre 2017 la Röhm GmbH viene acquisita dalla Dr. Helmut Rothenberger Holding di Salisburgo.

## Prodotti

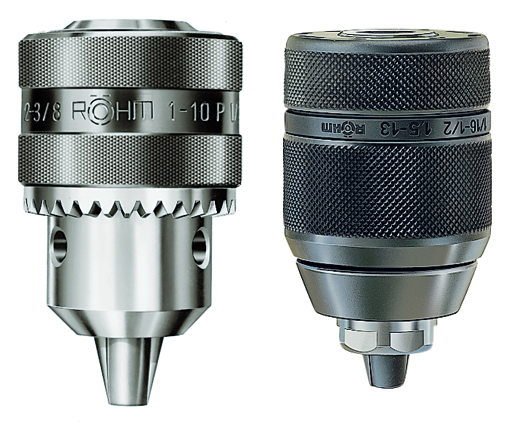
Mandrino per trapano
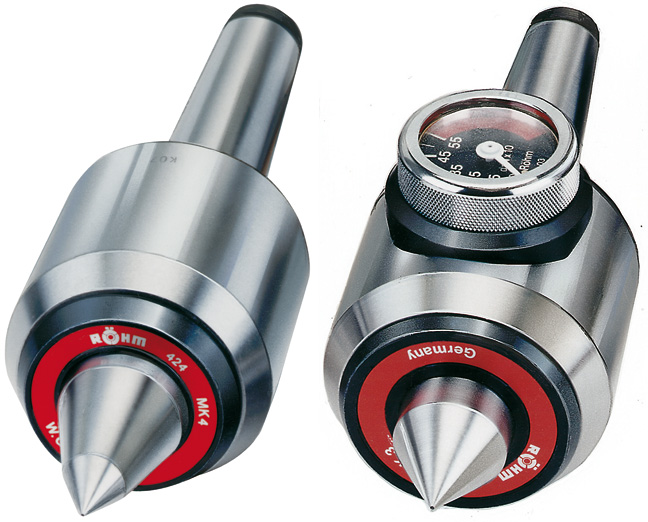
Contropunta
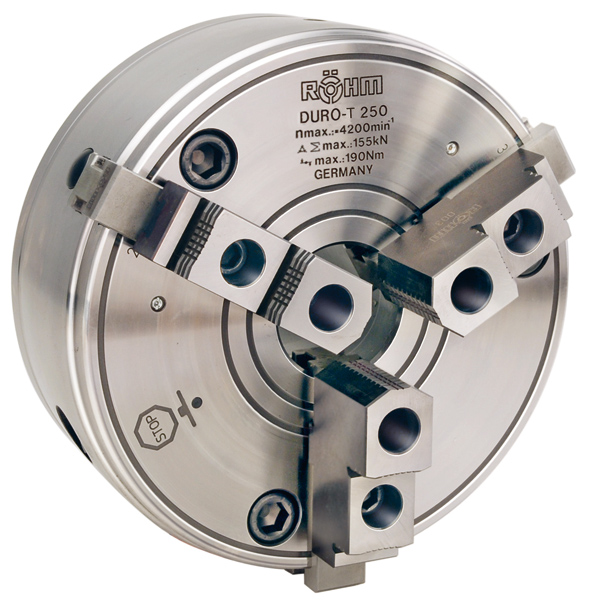
Mandrino per tornio
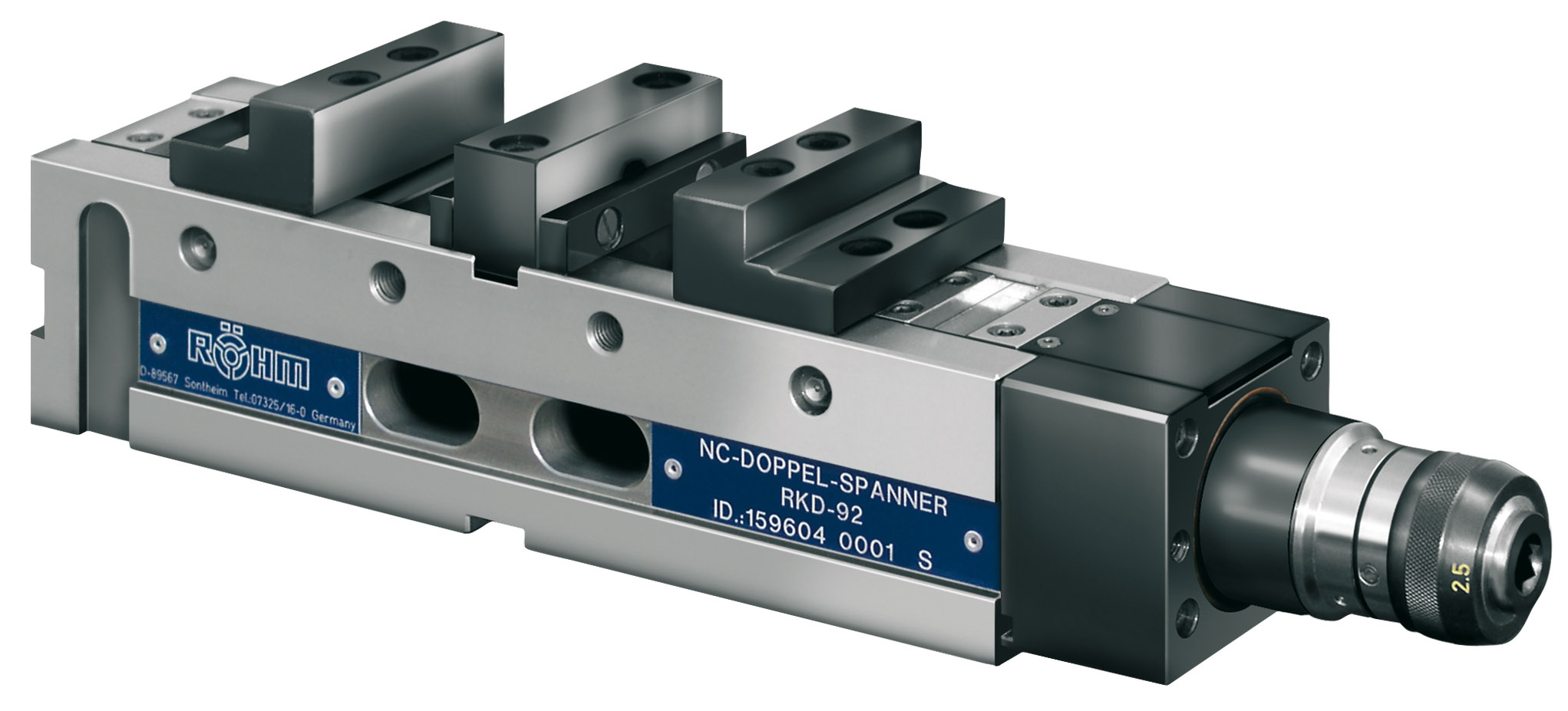
Morsa
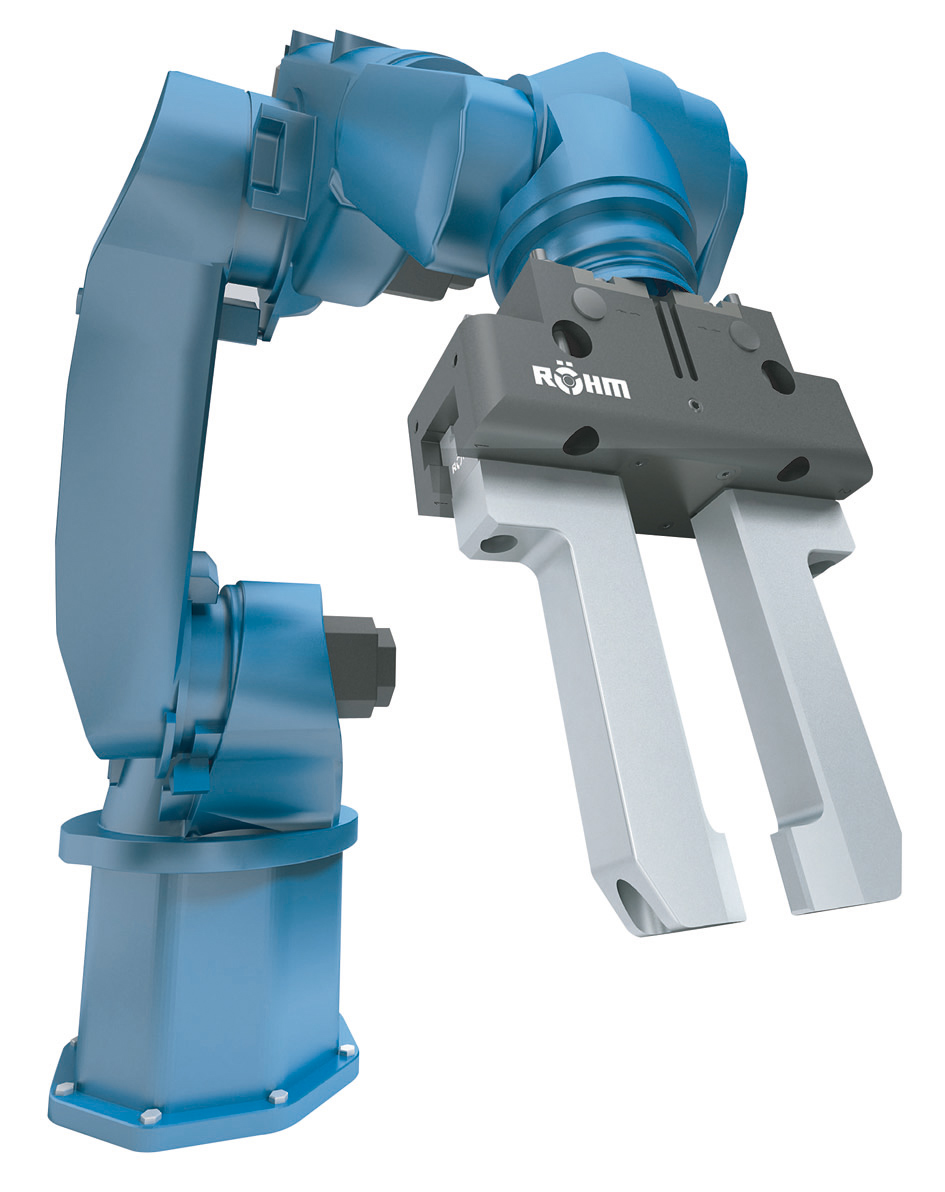
Manipolatori
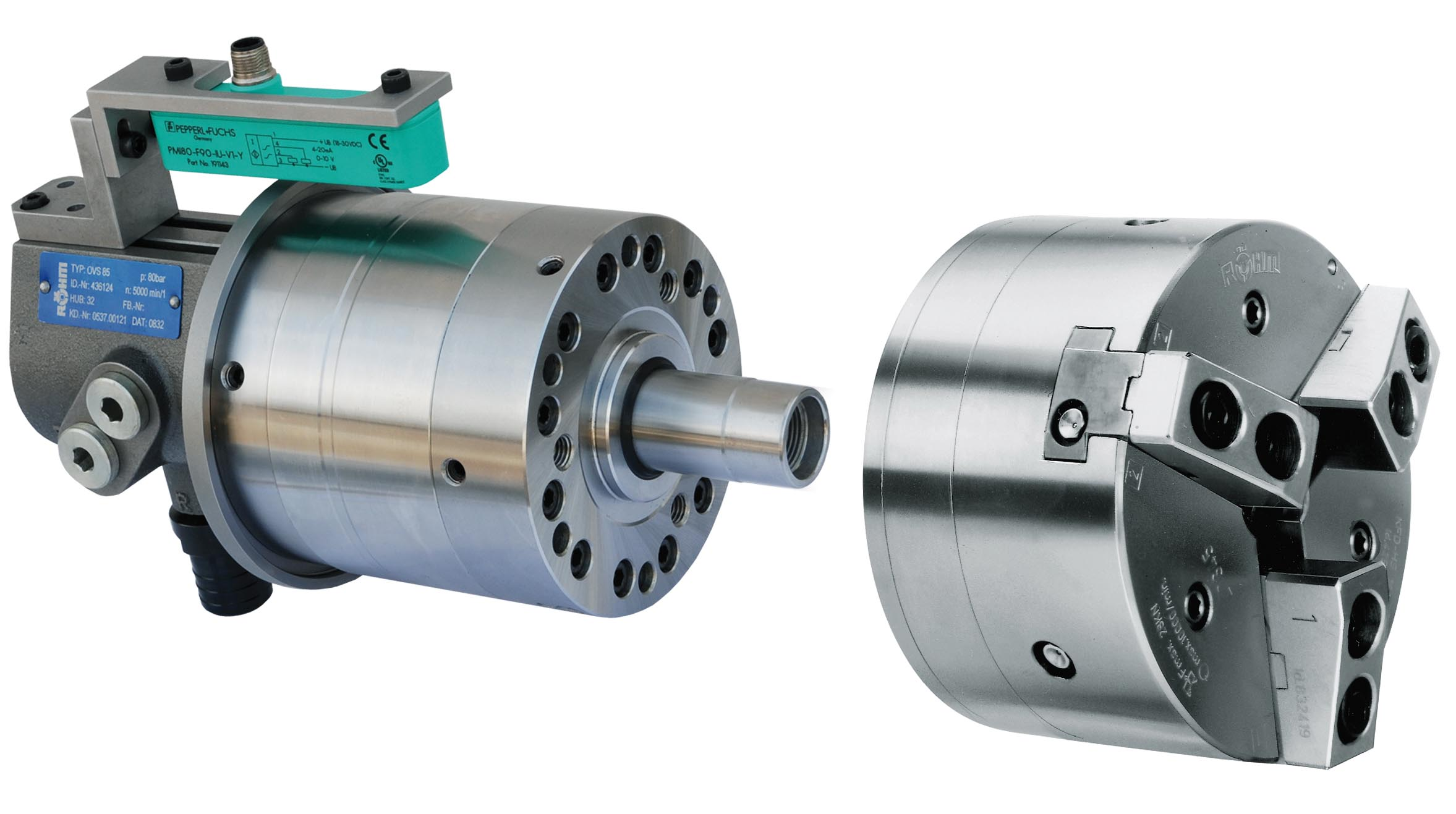
Mandrini
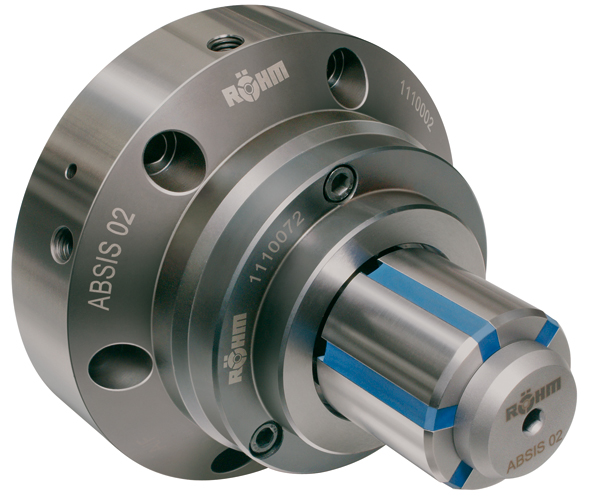
Mandrino
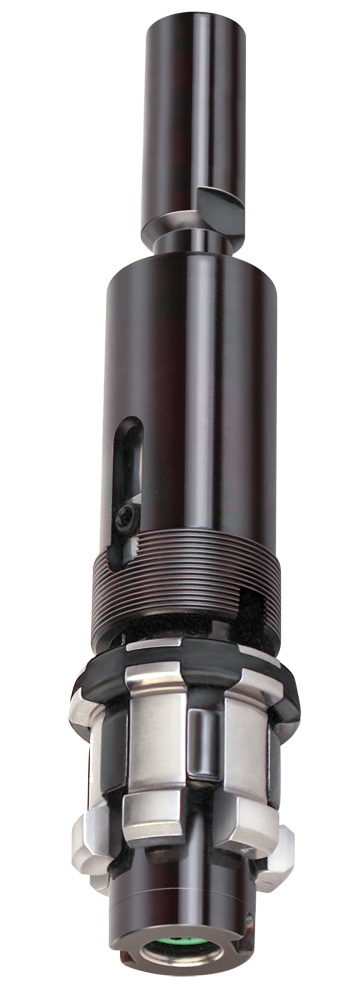
Utensili per mandrini

## Konzernstruktur

### Stabilimenti

#### Sontheim an der Brenz

Sede della Röhm a Sontheim an der Brenz

Lo stabilimento sede della ricostruzione postbellica nel 1946.

#### Dillingen sul Danubio

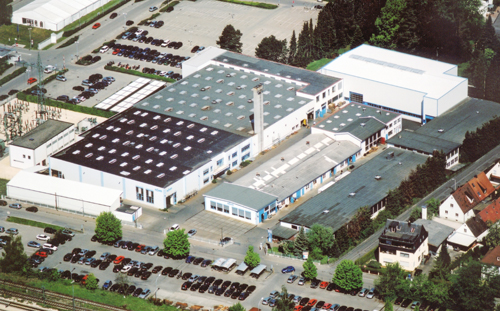
Sede Röhm a Dillingen sul Danubio

Lo stabilimento di Dillingen sul Danubio venne fondato nel 1953.

#### St. Georgen im Schwarzwald
Nel 1980 viene creato lo stabilimento a St. Georgen im Schwarzwald, come Röhm Ingenieur- und Verkaufsbüros, specializzato nei mandrini.

### Sedi estere
- Rohm India PVT. LTD., India[10]
- Röhm Slovakia S.R.O., Slovacchia[10]
- Roehm Weida Machinery (Shangdong) Co. Ltd., Cina (Joint Venture)[10]

## Controversie legali per le armi Röhm
Negli USA nel 1981 avvenne l'attentato a Ronald Reagan, senza successo. Venne messo in atto con una Röhm RG-14 calibro .22. Il poliziotto Thomas Delahanty fu colpito dall'attentatore John Hinckley, Jr. Il sopravvissuto tentò la causa contro la Röhm con argomentazioni inerenti al fatto che armi a basso costo non vengano usate solitamente per azioni criminali, e che a risponderne sia il costruttore. Il ricorso nella revisione della District of Columbia Court of Appeals venne respinto. La causa Delahanty v. Hinckley divenne un precedente.
Dall'attentato con la RG–14 venne promulgato il James Brady Act nel 1993, con l'obbligo della codifica delle armi negli USA.
Nel caso Kelley v. RG Industries, per fatti del 1985, si discusse del caso del 1982 in cui il venditore Olen J. Kelley venne ferito con una RG.